# Odruch mosznowy
Odruch mosznowy, odruch nosidłowy – odruch skórny występujący u mężczyzn. 
Odruch jest wywoływany przez lekkie dotknięcie przyśrodkowej, górnej części uda. Prawidłową odpowiedzią jest skurcz mięśnia dźwigacza jądra, który podciąga mosznę i jądro po dotkniętej stronie.